# Lâm Đồng, Tây An
Lâm Đồng (chữ Hán giản thể: 临潼区, bính âm: Líntóng Qū) là một quận của địa cấp thị Tây An, tỉnh Thiểm Tây, Trung Quốc. Quận này có diện tích 915,97 km², dân số năm 2020 là 675.961 người, mã số bưu chính 710600. Lâm Đồng được chia thành 6 nhai đạo, 10 trấn và 7 hương. Tổng cộng có 285 thôn hành chính.
- Nhai đạo: Tần Lăng, Đại Vương, Tân Phong, Tà Khẩu, Hành Giả, Linh Khẩu.
- Trấn: Hà Trại, Tương Kiều, Du Hòe, Vũ Kim, Lịch Dương, Tây Tuyền, Giao Khẩu, Bắc Điền, Mã Ngạch.
- Hương: Từ Dương, Thổ Kiều, Tân Thị, Mục Trại, Trách Lưu, Tiểu Kim, Thiết Lò.